# Dartmoor Zoological Park
 (mars 2021).
La mise en forme du texte ne suit pas les recommandations de Wikipédia : il faut le « wikifier ».
Les points d'amélioration suivants sont les cas les plus fréquents :
- Les titres sont pré-formatés par le logiciel. Ils ne sont ni en capitales, ni en gras.
- Le texte ne doit pas être écrit en capitales (les noms de famille non plus), ni en gras, ni en italique, ni en « petit »…
- Le gras n'est utilisé que pour surligner le titre de l'article dans l'introduction, une seule fois.
- L'italique est rarement utilisé : mots en langue étrangère, titres d'œuvres, noms de bateaux, etc.
- Les citations ne sont pas en italique mais en corps de texte normal. Elles sont entourées par des guillemets français : « et ».
- Les listes à puces sont à éviter, des paragraphes rédigés étant largement préférés. Les tableaux sont à réserver à la présentation de données structurées (résultats, etc.).
- Les appels de note de bas de page (petits chiffres en exposant, introduits par l'outil «  Source ») sont à placer entre la fin de phrase et le point final[comme ça].
- Les liens internes (vers d'autres articles de Wikipédia) sont à choisir avec parcimonie. Créez des liens vers des articles approfondissant le sujet. Les termes génériques sans rapport avec le sujet sont à éviter, ainsi que les répétitions de liens vers un même terme.
- Les liens externes sont à placer uniquement dans une section « Liens externes », à la fin de l'article. Ces liens sont à choisir avec parcimonie suivant les règles définies. Si un lien sert de source à l'article, son insertion dans le texte est à faire par les notes de bas de page.
- La présentation des références doit suivre les conventions bibliographiques. Il est recommandé d'utiliser les modèles {{Ouvrage}}, {{Chapitre}}, {{Article}}, {{Lien web}} et/ou {{Bibliographie}}. Le mode d'édition visuel peut mettre en forme automatiquement les références.
- Insérer une infobox (cadre d'informations à droite) n'est pas obligatoire pour parachever la mise en page.

Pour une aide détaillée, merci de consulter Aide:Wikification.
Si vous pensez que ces points ont été résolus, vous pouvez retirer ce bandeau et améliorer la mise en forme d'un autre article.
Le parc zoologique de Dartmoor (à l'origine le parc animalier de Dartmoor) (en anglais : Dartmoor Zoological Park), est un zoo de 30 acres (12 ha) situé juste au nord du village de Sparkwell, sur le bord sud-ouest de Dartmoor, dans le comté de Devon au sud-ouest de l'Angleterre.
Il a été ouvert en 1968 par Ellis Daw qui l'a dirigé jusqu'à ce que sa licence soit révoquée et il a été contraint de fermer en 2006. Le zoo a été acheté en août 2006 par Benjamin Mee qui a emménagé avec ses deux enfants Milo et Ella et a rouvert le zoo en juillet 2007, écrivant plus tard un livre sur ses expériences intitulé We Bought a Zoo (2008) (J'ai acheté un zoo pour le titre français).
Un film de 2011 nommé Nouveau Départ était vaguement basé sur le livre.

## Historique
Le zoo a été ouvert comme Dartmoor Wildlife Park par Ellis Daw en 1968 sur le Goodamoor Estate que sa famille avait acheté en 1948. Goodamoor House a été construit au XVIIe siècle par Paul Ourry Treby de la famille Treby dans la paroisse de Plymton St. Mary. La famille Treby a vécu sur le domaine jusqu'à la fin du XIXe siècle.
Au cours des années suivantes, Daw a acquis de nombreuses espèces à ajouter à sa collection, notamment des lions et des tigres, des jaguars et des pumas. Il a également joué un rôle déterminant dans la conception et la construction de nombreux bâtiments et enclos autour du parc. Le parc animalier de Dartmoor est devenu le sujet d'un débat local après qu'un rapport de 2001 de la Captive Animals Protection Society ait soulevé des questions sur le bien-être des animaux et les conditions dans lesquelles ils étaient gardés. [5] [6] Le groupe a critiqué les conditions de vie des animaux et les barrières de sécurité, demandant la révocation de la licence du zoo. [7] Ellis Daw a nié les allégations soulignant l'absence d'accidents durant les 33 ans d'histoire du zoo. Le conseil était réticent à révoquer la licence du zoo en raison de préoccupations sur l'avenir des animaux, et après enquête, Ellis Daw a reçu un constat de 16 infractions, qui ont par la suite été toutes annulées, sauf une. [8] Cependant, Daw a été reconnu coupable d'avoir élevé des tigres de Sibérie en dehors d'un programme d'élevage organisé et de les avoir gardés dans de mauvaises conditions. [8] Pour cela, il a reçu une amende de 200 £ assortie d'une sentence suspendue; les tigres, eux, ont été envoyés dans un centre de la faune aux Pays-Bas. [8] [9]
Goodamoor House est située dans le parc du zoo. Le zoo a fermé au public le 23 avril 2006. [4] L'autobiographie d'Ellis Daw, De l'agneau au tigre, dans laquelle il a enregistré l'histoire du zoo à l'époque où il en était propriétaire, a été publiée en 2011. [10] À côté de la maison se trouve un grand bloc de granit sur lequel est inscrit:

« Ellis Bowen Daw - Né le 15 septembre 1928 - FONDATEUR DE DARTMOOR WILDLIFE PARK 29 Juin 1968 - À ceux qui me souhaitent bonne chance et à ceux qui ne peuvent pas, allez en enfer ! ».

En août 2006, le parc animalier a été acheté pour 1,1 million de livres sterling [2] par la famille Mee composée de Benjamin Mee, sa mère Amelia, sa femme Katharine, son fils Milo et sa fille Ella. [11] Quatre jours après que la famille a emménagé, le jaguar s'est échappé. Il a ensuite été anesthésié et capturé après avoir sauté dans l'enceinte du tigre à proximité. Le février suivant, le zoo a obtenu les 500 000 £ dont il avait besoin pour la rénovation du site [2] et a rouvert en tant que parc zoologique de Dartmoor rebaptisé le 7 juillet 2007. Le zoo est membre de BIAZA (British and Irish Association of Zoos and Aquariums (en)) (l'Association britannique et irlandaise des zoos et aquariums) depuis 2011 et est par conséquent en mesure d'obtenir des animaux d'autres collections BIAZA, ainsi que de déplacer certains animaux vers d'autres collections afin d'en faire partie des programmes de sélection. En 2011, le zoo a reçu la meilleure attraction faunique d'Eden de l'année et un prix Global Enterprise.
En décembre 2014, le zoo est devenu un organisme de bienfaisance après avoir recueilli 340 000 £ par financement participatif. [12]
En juillet 2016, un lynx s'est échappé du zoo et est resté en liberté dans la campagne du Devon pendant plus de trois semaines avant d'être capturé. [13]

## D’après le livreJ'ai acheté un zoo:Nouveau Départun film de 2011
Un documentaire télévisé en quatre parties intitulé Ben's Zoo a été diffusé en 2006. Il a suivi l'histoire de Mee et de son personnel alors qu'ils travaillaient à la reconstruction du parc. En 2008, Benjamin Mee a publié un livre intitulé We Bought a Zoo sur ses expériences et celles de sa famille au sein du zoo.
Le livre a été vaguement adapté en un film de 2011, We Bought a Zoo (Nouveau Départ). Il a été réalisé par Cameron Crowe après une réécriture de l'adaptation originale écrite par Aline Brosh McKenna. Le film, avec Matt Damon, Scarlett Johansson, Colin Ford et Maggie Elizabeth Jones est sorti aux États-Unis et dans d'autres grands territoires le 23 décembre 2011, et au Royaume-Uni le 16 mars 2012. Dans l'adaptation cinématographique, le zoo s'appelle Rosemoor Wildlife Park, et est situé aux États-Unis. L'histoire diffère également en ce que Mee achète le zoo après la mort de sa femme, [14] alors qu'en fait elle est décédée à 40 ans d'une tumeur au cerveau plusieurs mois après l'achat. [11] [15] Mee et ses enfants ont joué des rôles dans le film.

## Espèces visibles au zoo
Le parc zoologique de Dartmoor compte plus de 70 espèces animales différentes, y compris certaines espèces en voie de disparition et en danger critique d'extinction. Le zoo a un programme d'élevage avec des marmousets communs, du tapir, des suricates à queue mince, des Kafue lechwe et des wallaby.

### Les mammifères
Tigre de l'Amour, lion d'Afrique, jaguar, lynx des Carpates, tamarin aux mains rouges, gélada, loups ibériques, loutres asiatiques à pattes courtes, raton laveur, singes vervets, ouistiti commun, coati à queue annelée, suricates à queue mince, tapir, capybara, kafue lechwe, le zèbre de Grant, les planeurs en sucre, le petit hérisson tenrec, les wallabies de Parme, les wallabies de Bennett, le muntjac de Reeves, le daim, les lapins domestiques, les chiens viverrins, les rennes, l'agouti d'Azara, les chèvres pygmées africaines et le rat des nuages.

### Des oiseaux
Autruche, nandou, turaco à joues blanches, avocettes, canards coureurs indiens, pintade casquée, grue à cou blanc, grand-duc d'Amérique, chouette lapone, chouette des terriers, hibou grand-duc européen, caracara strié, monal de l'Himalaya et faisan doré.

### Reptiles
Boa constrictor à queue rousse, python royal, serpent de maïs, serpent de lait, serpent hognose occidental, lézard bleu à pointes, scinque à langue bleue, dragon barbu, gecko à crête, gecko bleu électrique et gecko diurne à tête jaune.

### Amphibiens
Ouaouaron d'Afrique, grenouille de dard de poison, grenouille dorée de Mantella, axolotl.

### Les invertébrés
Coléoptère solaire, insectes foliaires, spectre de Mcklay, phasme épineux géant, cafards à tête orange, tarentule ornementale indienne, tarentule noire brésilienne, tarentule rose chilienne, scorpion fouet sans queue et escargots de la terre des tigres.